# جایگاه کروموزومی

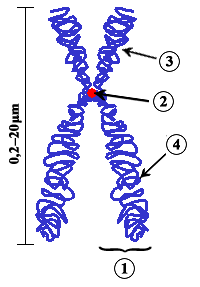
Chromosome components: (1) کروماتید (2) سانترومر (3) بازوی کوتاه(p) (4) بازوی بزرگ (q)

در زمینه‌های ژنتیک و محاسبات ژنتیکی، یک جایگاه کروموزومی (لوکوس)، بخشی خاص از یک ژن یا توالی دی ان ای DNA در کروموزوم است.
به گونه‌ای از توالی DNA در یک جایگاه داده شده الل می‌گوییم. فهرست مرتب شده از جایگاه‌های کروموزومی شناخته شده برای یک ژنوم خاص نگاشت ژنتیکی نامیده می‌شود. نگاشت ژنی فرایند تعیین جایگاه کروموزومی برای یک صفت خاص زیستی است.
Diploid و polyploidها که کروموزوم‌های آن‌ها دارای الل‌های مشابه هستند هموزیگوت نامیده می‌شوند. در حالی که کروموزوم‌هایی که دارای آلل‌های مختلف از یک ژن خاص در یک مکان هستند، هتروزیگوت نامیده می‌شوند.

## اصطلاحات
جایگاه کروموزومی یک ژن به صورت "6p21.۳" نوشته می‌شود.
| مولفه | توضیح |
| ۶     | شماره کروموزوم. |
| p     | قرار گرفتن بر روی بازوی کوتاه؛ qقرار گرفتن بر روی بازوی بلند. |
| ۲۱٫۳  | عددی که پس از حرف می‌آید نشاندهنده مکان قرار گرفتن بر روی بازو است: ناحیه ۲، نوار ۱، زیرنوار ۳. نوارها با میکروسکوپ قابل رؤیت هستند. هر کدام از نوارها دارای شماره هستند که از شماره ۱ و نزدیکترین نوار به سانترومر است شروع می‌شود. |

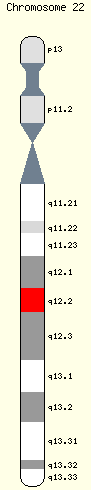
مثال‌هایی از نوارها

بازه‌های جایگاه‌های کروموزومی نیز به صورت مشابه مشخص می‌شود. به عنوان مثال: "11q1.4-q2.۱" به معنای آن است که بر روی بازوی بزرگ کروموزوم شماره ۱۱، در محلی از بازه زیرنوار شماره ۴ از نوار ۱ و زیرنوار شماره ۱ از نوار شماره ۲ قرار دارد. انتهای کروموزوم را با "pter" و "qter" نمایش می‌دهند و بنابراین '"2qter" به معنای تلومر از بازوی بزرگ‌تر کروموزوم شماره ۲ است.

## Centisome
یک Centisome به عنوان %۱ از طول یک کروموزوم تعریف می‌شود.